# Camille Chevillard
Paul Alexandre Camille Chevillard (ur. 14 października 1859 w Paryżu, zm. 30 maja 1923 w Chatou) – francuski dyrygent i kompozytor pochodzenia belgijskiego.

## Życiorys
Był synem belgijskiego kompozytora Pierre’a Chevillarda. Uczył się gry na fortepianie u Georges’a Mathiasa w Konserwatorium Paryskim, w zakresie kompozycji był samoukiem. Od 1887 roku współpracował jako asystent z orkiestrą Charles’a Lamoureux, którego córkę poślubił. Przygotował chór na paryską prapremierę Lohengrina Richarda Wagnera (1887). W 1885 roku założył Société Beethoven. Od 1895 roku występował w trio z Josephem Salmonem i Maurice’em Hayotem. Po śmierci Lamoureux w 1899 roku objął prowadzenie założonej przez niego orkiestry. W 1905 roku wraz z Richardem Straussem i Gustavem Mahlerem poprowadził pierwszy festiwal muzyczny Alzacji i Lotaryngii. Od 1907 roku prowadził klasę kameralistyki w Konserwatorium Paryskim, w 1914 roku został natomiast dyrygentem Opery Paryskiej. Od 1916 roku był prezesem Société Française de Musique de Chambre.
W 1903 roku został odznaczony orderem Legii Honorowej. Jako dyrygent dokonał prawykonań wielu utworów m.in. Gabriela Faurégo (Pelléas et Mélisande 1901), Claude’a Debussy’ego (Nocturnes 1900–1901, La Mer 1905), Maurice’a Ravela (La Valse 1920), Vincenta d’Indy’ego (II i III Symfonia 1907), Alberta Roussela (Poème de la forêt 1907) oraz Florenta Schmitta (Antoine et Cléopâtre 1920).
Skomponował m.in. Ballade symphonique (1890), poemat symfoniczny Le chêne et le roseau (1891) i Fantaisie symphonique (1894), ponadto liczne utwory fortepianowe i pieśni.